# Peignot (police de caractères)
Pour les articles homonymes, voir Peignot.
Le Peignot est une police de caractères décorative, sans empattement et à construction géométrique, dessinée en 1937 par Cassandre pour la fonderie française Deberny & Peignot.

## Description
D'inspiration art déco, cette police est célèbre pour le fait qu'elle est de type biforme, c'est-à-dire qu'elle n'a pas de bas-de-casse au sens traditionnel, mais qu'à la place elle combine des caractères bas-de-casse et de petites capitales modifiées. En effet, elle s'attache à revenir aux origines, lorsque les caractères latins s'écrivaient uniquement en capitales, à l'époque romaine. De ce fait, cassant avec les habitudes de l'imprimerie, il lui est souvent conféré un caractère de modernité. C'est aussi longtemps resté un symbole du style français.
Cette construction particulière la rend difficilement lisible dans les petits corps, si bien qu'elle est principalement destinée à des énoncés courts et de grande taille, notamment pour l'affichage et la signalétique. Lorsqu'elle est utilisée sur support papier, elle se limite généralement aux titres ; cependant, le numéro 59 de la revue Arts et métiers graphiques, par exemple, fut entièrement composé en Peignot.

## Histoire
La police Peignot a été lancée durant l'Exposition universelle de 1937 à Paris, lorsqu'elle a été choisie par Paul Valéry pour les deux inscriptions qu'il a rédigées dans le but d'orner chacune des deux tours du palais de Chaillot, construit pour l'occasion en lieu et place du palais du Trocadéro ; la police servit également dans les catalogues et pour la signalétique.
Le Peignot a atteint une certaine popularité dans l'affichage et la publicité depuis sa sortie jusqu'à la fin des années 1940, mais son usage a ensuite décliné avec le succès grandissant du style typographique international et ses polices telles qu'Helvetica, qui mettent davantage l'accent sur la lisibilité et l'objectivité, au détriment de l'aspect décoratif. Le Peignot a toutefois connu un regain d'intérêt dans les années 1970 avec son utilisation dans le générique du Mary Tyler Moore Show.
De nos jours, « Peignot » est une marque déposée de Linotype,. Elle est distribuée, individuellement ou par lot avec d'autres polices, par Adobe et Linotype.
Le nom de la police devait initialement être « Georges-Peignot » (en hommage à Georges Peignot qui avait donné sa grandeur à l'entreprise Deberny & Peignot), mais le directeur de l'époque, Charles Peignot, son fils, a préféré garder seulement le patronyme.

## Exemples d'utilisation
- Un ancien logo de Fanta[13].
- Le logo d'Optical Center.
- Le générique de fin d'On ne vit qu'une fois, dans les années 1980, pour le nom des acteurs et des membres de l'équipe[14].
- Les maillots du club de football espagnol le Real Madrid, durant la saison 2005-2006.